# Franz Weselik
Franz Weselik (ur. 20 kwietnia 1903, zm. 15 marca 1962) – austriacki piłkarz grający na pozycji napastnika, dwukrotny mistrz Austrii, zdobywca Pucharu Austrii oraz Pucharu Mitropy.
W 1930 roku został królem strzelców ligi. W 175 meczach ligowych strzelił dla Rapidu 160 bramek. Rewelacyjny bilans miał w OFB-Cup gdzie w 31 spotkaniach zdobył aż 41 goli. Bilans w europejskich pucharach: 17 goli w 22 meczach. Na koncie miał też 11 występów w reprezentacji (strzelił 13 goli).